# 武田信廉
武田信廉（日语：武田 信廉，1532年－1582年），武田信虎三男，母親為正室大井夫人。乳名孫六，又名刑部少輔，出家後號稱武田逍遙軒、逍遙軒信廉，是武田二十四將中的一人。

## 生平
永祿四年（1561年）的第4次川中島會戰中，兄長武田信繁戰死，之後成為親屬筆頭，擔任後方守備和營部守護。《甲陽軍鑑》中寫說信廉也擔任信玄的替身（影武者），元龜4年（1573年）信玄在上洛途中在信濃的駒場病死，為了不動搖軍心，武田內部隱藏信玄去世的消息，讓面貌和信玄相似的信廉擔任信玄替身。
姪子勝賴繼承武田氏以後，視信廉為武田一族的重要人物，因此托付信廉對武田十分重要的深志城和高遠城，不過，織田氏立即開始攻打武田氏，天正10年（1582年）時，信廉遭織田信忠帶領的織田軍侵略，匆忙撤退，但後來還是被織田軍抓獲，立刻遭到斬首，享年51歲。其墓設於今日甲府市櫻井町的逍遙院。
信廉在世時十分擅長繪畫，除了畫父親信虎和母親的肖像以外，還遺留下許多的畫作。

## 登場作品
影視劇
- 影武者（1980年、東寶、演：山崎努）
- 武田信玄（1988年、NHK大河劇、演：篠塚勝）
- 信長KING OF ZIPANGU（1992年、NHK大河劇、演：黑部進）
- 風林火山（2007年、NHK大河劇、演：松尾敏伸）
- 信虎 信玄陣殁！國主的歸還（日语：信虎 信玄陣没!国主の帰還）（2021年、Miyaobi Pictures、演：永島敏行）